# 苔狀虎耳草

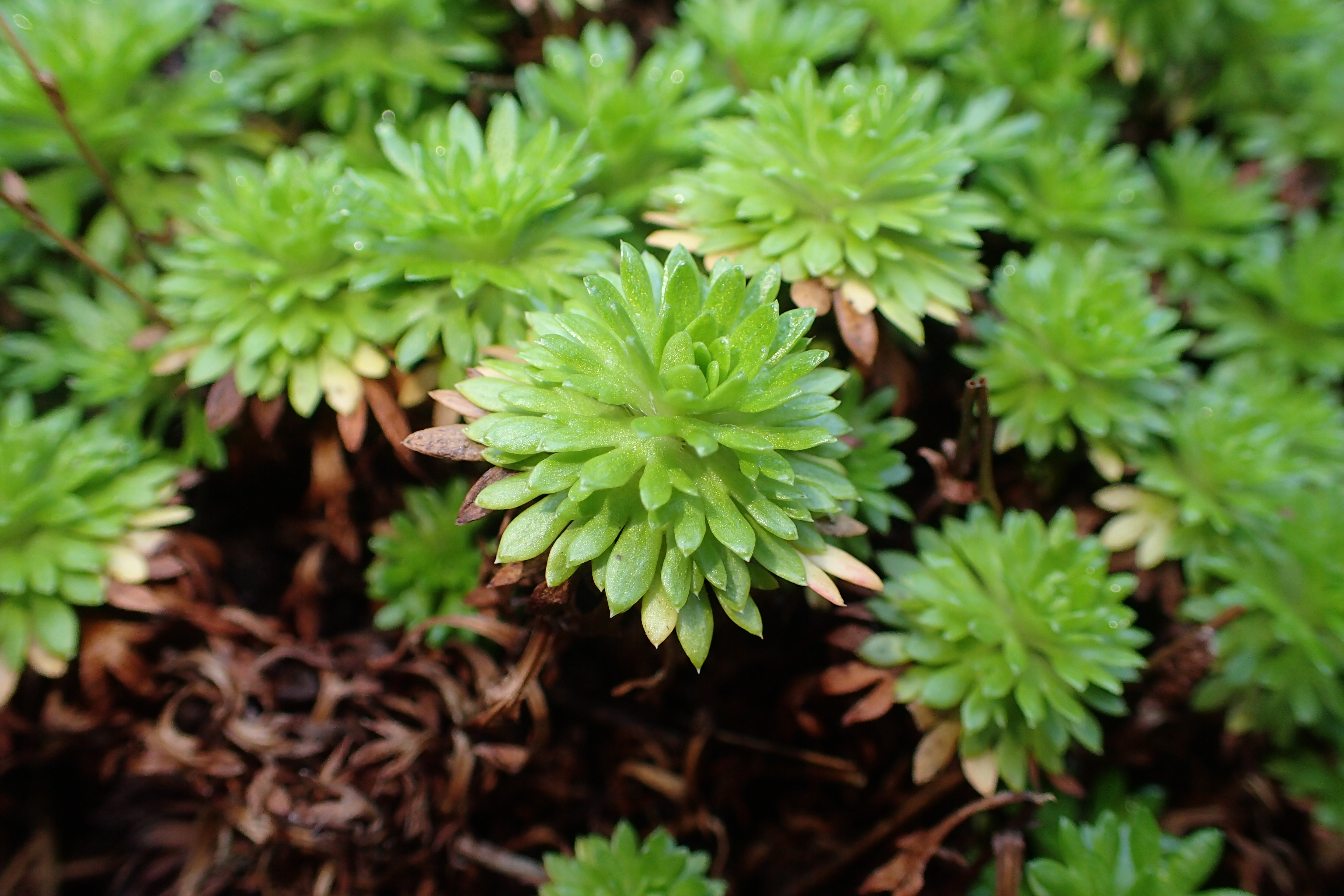
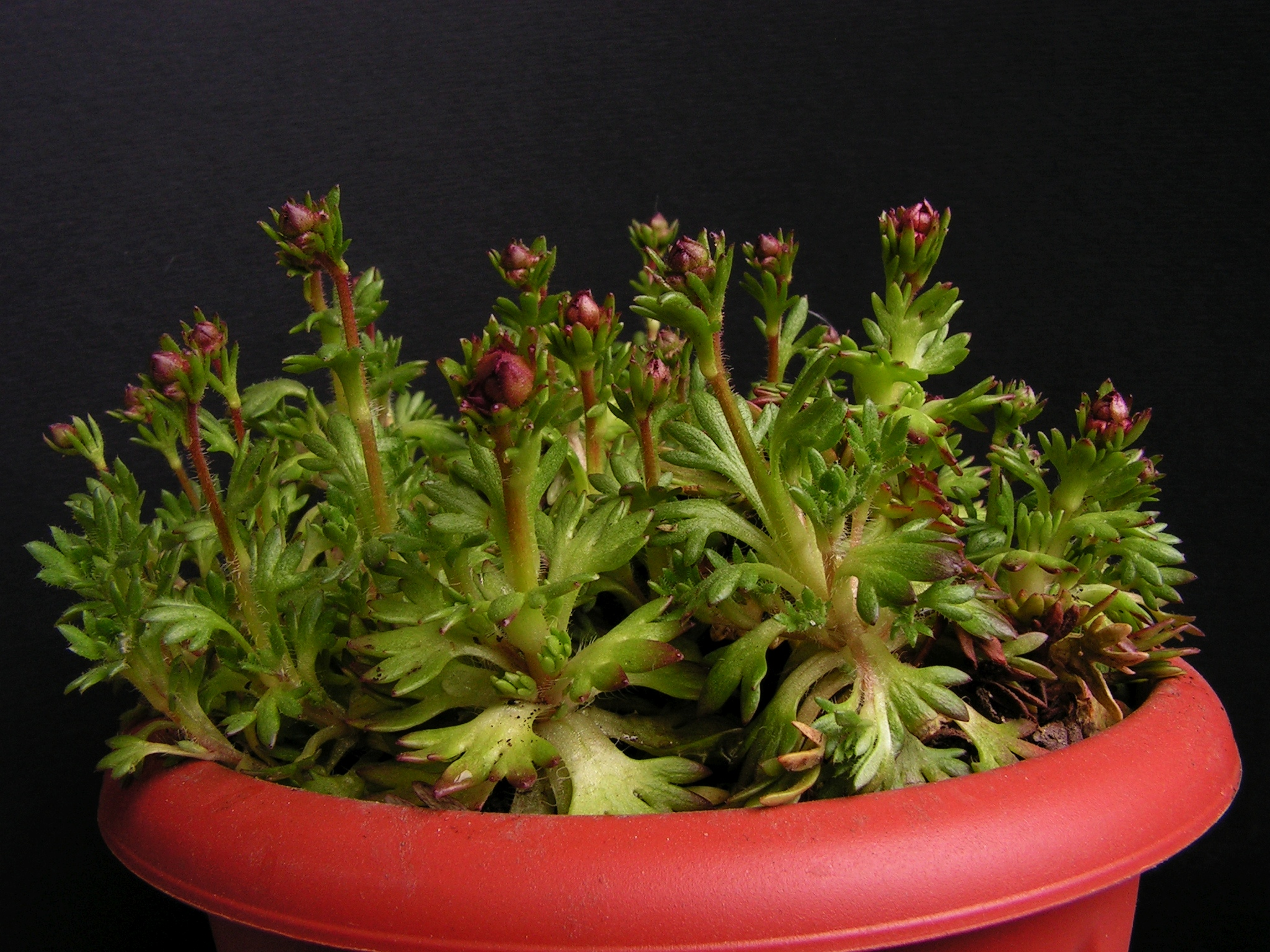
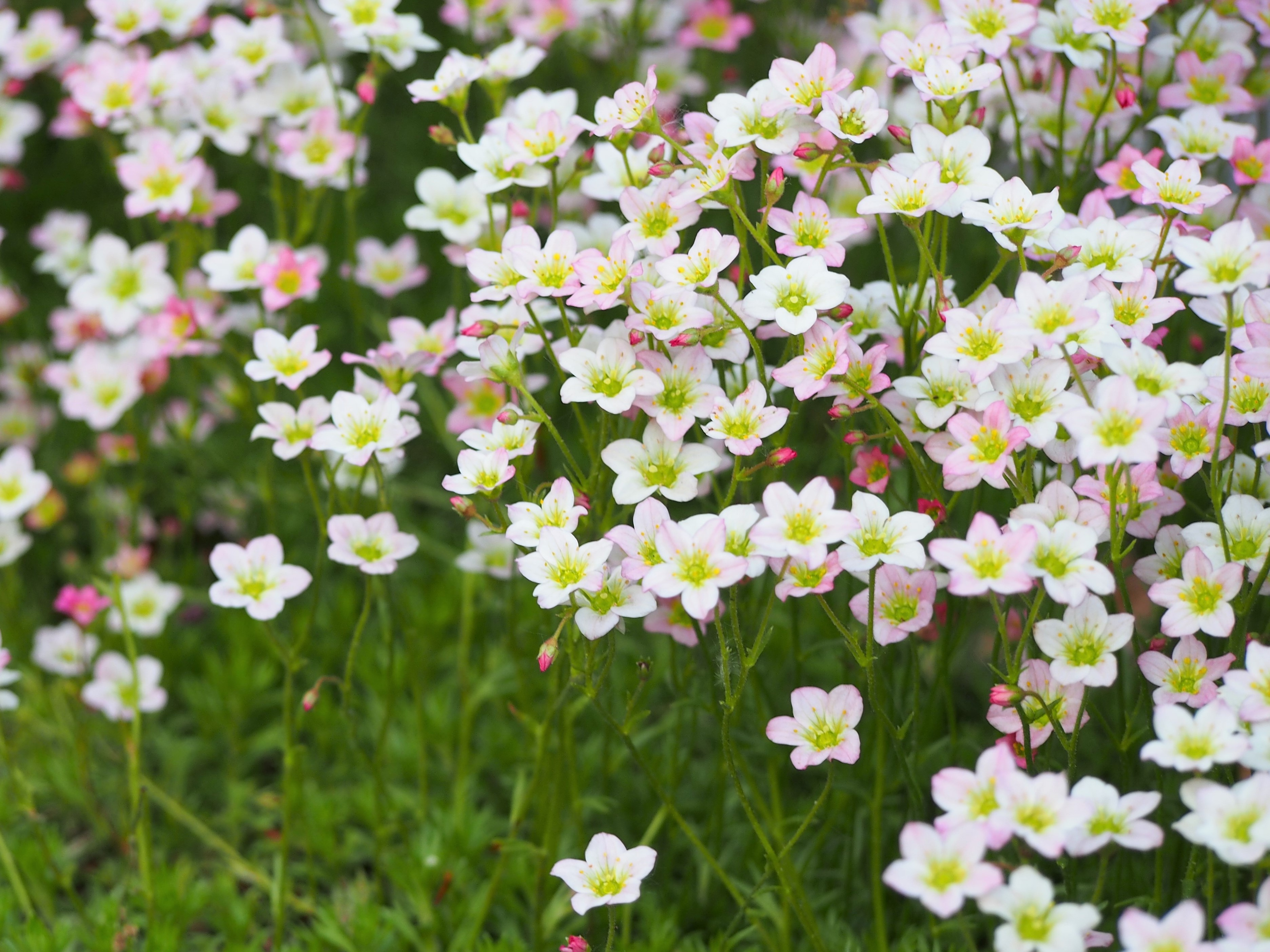
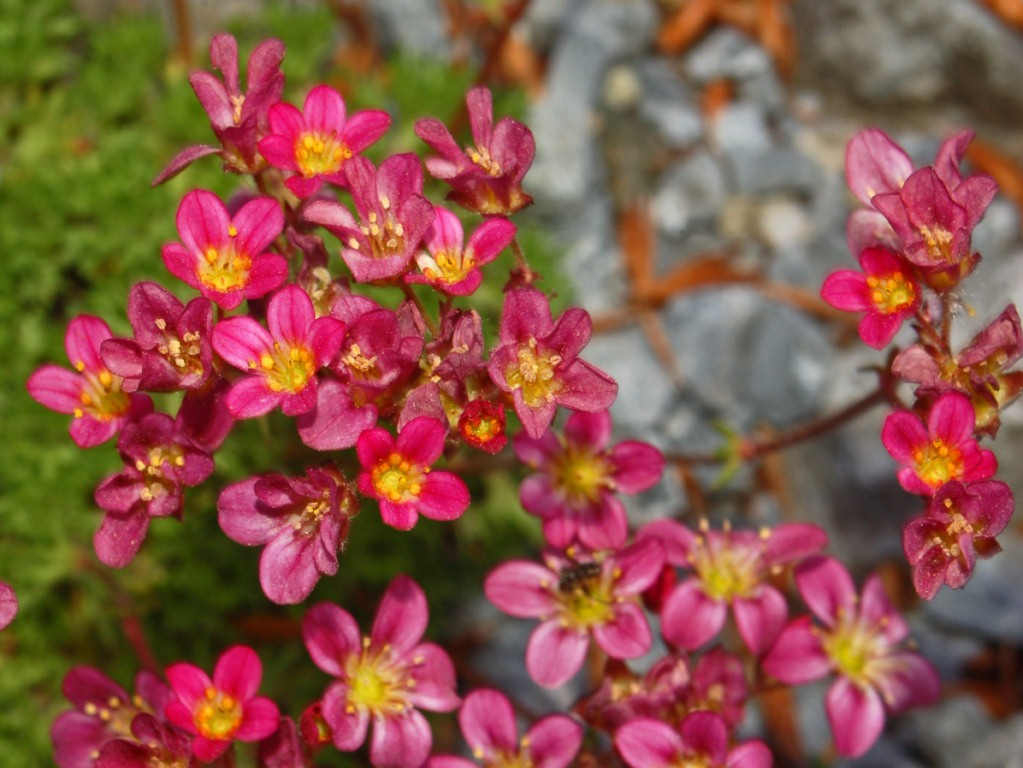

苔狀虎耳草或称阿伦茨虎耳草（学名：Saxifraga × arendsii），是虎耳草科虎耳草屬的一种园艺栽培植物，由麝香虎耳草、红枝虎耳草、小鳞茎虎耳草等杂交育成。